# Crossnore
Crossnore é uma cidade  localizada no estado norte-americano de Carolina do Norte, no Condado de Avery.

## Demografia
Segundo o censo norte-americano de 2000, a sua população era de 242 habitantes.
Em 2006, foi estimada uma população de 231, um decréscimo de 11 (-4.5%).

## Geografia
De acordo com o United States Census Bureau tem uma área de
1,1 km², dos quais 1,1 km² cobertos por terra e 0,0 km² cobertos por água.

## Localidades na vizinhança
O diagrama seguinte representa as localidades num raio de 16 km ao redor de Crossnore.